# Niamh Kavanagh
Niamh Kavanagh (Dublino, 13 febbraio 1968) è una cantante irlandese.
Ha vinto l'Eurovision Song Contest 1993 con "In Your Eyes" che divenne il singolo più venduto in patria quell'anno.
Precedentemente aveva partecipato all'incisione della colonna sonora del film di Alan Parker The Commitments .
Nel 2010 torna a rappresentare l'Irlanda all'Eurovision con "It's for You" e riesce a guadagnarsi la finale, piazzandosi però al 23º posto.